# Adoració dels pastors
|  | Per a altres significats, vegeu «Adoració dels pastors (Poussin)». |

L'adoració dels pastors és un episodi dels evangelis que segueix a l'anunciació als pastors i narra com després de la vinguda d'un àngel, un grup de pastors va anar a veure Jesús acabat de néixer. Posteriorment van explicar el que havia succeït a tota la gent dels voltants de Betlem, essent la primera manifestació pública de Jesús a part de les profecies de Joan Baptista. El tema ha esdevingut una escena representada a bastament a l'art de diferents èpoques, sovint combinat amb altres representacions de la Nativitat com l'adoració dels Reis d'Orient.